# Almuniente (kommunhuvudort)
Almuniente är en kommunhuvudort i Spanien.   Den ligger i provinsen Provincia de Huesca och regionen Aragonien, i den nordöstra delen av landet, 300 km nordost om huvudstaden Madrid. Almuniente ligger 338 meter över havet och antalet invånare är 569.
Terrängen runt Almuniente är platt. Runt Almuniente är det glesbefolkat, med 9 invånare per kvadratkilometer. Närmaste större samhälle är Grañén, 3,6 km öster om Almuniente. Trakten runt Almuniente består till största delen av jordbruksmark.